# Cent set
El nombre 107 (CVII) és el nombre natural que segueix el nombre 106 i precedeix el nombre 108. La seva representació binària és 1101011, la representació octal 153 i l'hexadecimal 6B.
És un nombre primer; altres factoritzacions són 1×107.

## En altres dominis
- És el nombre atòmic del bohri.[2]